# Skorstensgaard
Skorstensgaard er en danskejet kæde af bilværksteder, som omfatter 22 værksteder fordelt rundt i Danmark. Kæden foretager service og reparation af brændstofdrevene, hybrid- og elbiler samt reparation og opretning af skadede biler.
Hovedkontoret ligger på Trianglen i Kolding, men virksomheden blev grundlagt i 2009 i Fredericia af brødrene Martin Skorstensgård og Anders Skorstengaard, som i dag fortsat fungerer som henholdsvis driftsdirektør og adm. direktør for virksomheden. Brødrene er selv uddannede mekanikere, men har efter endt uddannelse videreuddannet sig som produktionsteknolog med speciale i drift.
Der er ca. 230 ansatte. 
Skorstensgård vandt årets værksted i 2016, 2017, 2018 og blev nomineret til årets værkstedskæde i 2021. De har derudover modtaget en Gazelle pris og er blevet indstillet til EY Entrepreneur of the Year 5 gange.
I 2023 opkøbte bilkoncernen Nic. Christiansen Gruppen aktiemajoriteten i Skorstensgaard, så værkstedskæden i dag er en del af en af Danmarks største bilkoncerner. Værkstedskæden fortsætter dog under samme navn og ledelse som hidtil. 

## Kritik i forbrugerprogrammet 'Kontant'
I august 2021 sendte TV-programmet DR Kontant en kritisk udsendelse om Skorstensgaard, hvor flere tidligere medarbejdere, herunder en tidligere værkfører, beskrev, at de blev opfordret til at tilbyde unødvendige og dyre reparationer til kunderne. Kontant har senere fået kritik af Pressenævnet for dele af udsendelsen, herunder ukorrekte oplysning, redigeringen, utilstrækkelig forelæggelse og for afvisningen af genmæle.